# 6099 Saarland
6099 Saarland (1991 UH4) là một tiểu hành tinh vành đai chính được phát hiện ngày 30 tháng 10 năm 1991 bởi F. Borngen ở Tautenburg.